# Залютино (станция метро)
«Залютино» (укр. Залютине,  (слушать)о файле) — проектируемая станция Харьковского метрополитена, будущая конечная западного радиуса Холодногорско-Заводской линии. Расположится под пересечением Сумской и Киевской трасс. Будет иметь пересадку на одноимённую зонную железнодорожную станцию и выход к планируемому в данном районе новому автовокзалу. Названа по одноимённой местности. При открытии, для большинства жителей западных районов города, эта станция станет ближайшей.

## История
Западный участок первой линии Харьковского метрополитена считается перспективным ещё с 1970-х — 1980-х годов прошлого столетия. Перспективным планом предусматривалось сооружение трёх станций: «Дом офицеров», привязанной к улице Свердлова (ныне «Полтавский шлях»), а также «Залютино» и «Новая Бавария» (с пересадками на одноимённые железнодорожные станции). В конце двадцатого века строительство этих пересадок было весьма актуальным, ибо большое количество жителей пригородов работало на крупных предприятиях, локализованных вдоль Московского проспекта. Предполагалось, что ежедневно пассажиры станций «Залютино» и «Новая Бавария» будут пользоваться пригородными электричками и метро, быстро совершая пересадку с железной дороги на Свердловско-Заводскую (ныне Холодногорско-Заводскую) линию метрополитена и обратно, разгружая таким образом, перегруженную станцию метро «Южный вокзал» (ныне «Вокзальная»).
Начало 1990-х годов охарактеризовалось резким ухудшением экономической ситуации, вызванным распадом СССР, и о планах продления линии на запад стали вспоминать всё реже: наряду с планами окончания строительства первой очереди третьей (Алексеевской) линии метро приоритетными направлениями становятся перспективные участки в Северной Салтовке (Салтовская линия) и Рогань (восточное направление Холодногорско-Заводской линии). Однако, уже в середине 1990-х годов производственно-коммерческая фирма «Лоск», владеющая авторынком и заводом по производству стекла, расположенными в Песочине (район Окружной дороги), выступила с предложением продления первой линии метрополитена в сторону авторынка, а также строительства нового автовокзала на западной окраине города. Тем не менее, и этот проект остался нереализованным. На современных перспективных схемах развития Харьковского метрополитена в западном направлении на первой линии указывается единственная станция «Залютино», позиционируемая в районе слияния Сумской и Киевской трасс. Однако данное направление не рассматривается в качестве приоритетного, хотя будущая станция позволила бы интегрировать с сетью метрополитена расположенный на западной окраине города перспективный крупный современный автовокзал.

## Строительство
Первоначальный срок открытия станции был 1976 год, однако сроки открытия однократно переносились. Дата начала строительства неизвестна. Станция обозначена на перспективной схеме действующих и перспективных линий Харьковского метрополитена и присутствует в Генеральном плане развития города Харькова до 2031 года. Кроме того, по информации предоставленной официальным сайтом Харьковского метрополитена, в соответствии с генеральным планом развития города Харькова, участок Холодногорско-Заводской линии сети метрополитена должен удлиниться на 2,4 км от станции «Холодная Гора» до станции «Залютино» одной станцией до 2026 года.